# Ectopocynus
Ectopocynus è un genere estinto di mammiferi carnivori, appartenente ai canidi. Visse tra l'Oligocene inferiore e il Miocene inferiore (32 - 20 milioni di anni fa). I suoi resti fossili sono stati ritrovati in Nordamerica (zona delle Grandi Pianure).

## Descrizione
Questo canide doveva avere l'aspetto simile a quello di uno sciacallo. La dentatura, però, era del tutto diversa da quella dei canidi attuali e dei suoi più stretti parenti (Hesperocyoninae). Ectopocynus, infatti, possedeva una serie di premolari dotati di una singola cuspide massiccia e arrotondata, contrariamente ai premolari degli esperocionini tipici, che possedevano spesso cuspidi multiple e taglienti.

## Classificazione
Ectopocynus, descritto per la prima volta nel 1994, apparteneva agli esperocionini (Hesperocyoninae), una sottofamiglia di canidi solitamente di piccole dimensioni. Ectopocynus si sviluppò nel corso dell'Oligocene inferiore con la specie E. antiquus (che sopravvisse fino all'Oligocene superiore), di poco più grande del canide primitivo Hesperocyon e pesante circa 3 chilogrammi. Successivamente, nell'Oligocene medio, apparve E. intermedius, più grande e più specializzato, che diede origine a E. simplicidens, estintasi all'inizio del Miocene e che raggiunse il massimo della specializzazione in questa linea evolutiva.

## Paleobiologia
Si suppone che Ectopocynus, con i suoi premolari dalle cuspidi singole e arrotondate, non fosse un cacciatore particolarmente attivo come i suoi contemporanei Mesocyon e Osbornodon. Forse era un animale onnivoro.